# Astrid Sandvik
Astrid Olsdatter Sandvik, née le 1er octobre 1939 à Oslo, est une skieuse alpine norvégienne.

## Biographie
Membre du club Heming IL à Oslo, elle participe aux Jeux olympiques d'hiver de 1956, de 1960 et de 1964, se classant au mieux sixième du slalom en 1956 à Cortina d'Ampezzo, à égalité avec sa compatriote Inger Bjørnbakken.
Dans les Championnats du monde, elle compte deux quatrièmes places à son actif, en slalom en 1958 et 1962, ainsi qu'une sixième place à la descente en 1958.
Elle compte quatre titres de championne de Norvège (3 en slalom et 1 en slalom géant). Sur la course Holmenkollen Kandahar, elle est septuple vainqueur entre 1961 et 1963. Sandvik reçoit donc la Médaille Holmenkollen en 1963, faisant partie des rares skieurs alpins à l'obtenir avec Stein Eriksen, Inger Bjørnbakken, Borghild Niskin et Erik Håker.

## Palmarès

### Jeux olympiques d'hiver
| Épreuve / Édition | Cortina d'Ampezzo 1956 | Squaw Valley 1960 | Innsbruck 1964 |
| Slalom géant      | 22e                    | 19e               | 21e            |
| Slalom            | 6e                     | 36e               |                |
| Descente          | 27e                    | 37e               |                |

### Championnats du monde
| Épreuve / Édition | Bad Gastein 1958 | Chamonix 1962 |
| Slalom            | 4e               | 4e            |
| Slalom géant      | 17e              | 17e           |
| Descente          | 6e               |               |
| Combiné           | 7e               |               |